# Zeugophora varians
Zeugophora varians is een keversoort uit de familie halstandhaantjes (Megalopodidae). De wetenschappelijke naam van de soort werd in 1873 gepubliceerd door George Robert Crotch.